# Lasha Shavdatuashvili
Lasha Shavdatuashvili   (Gori, Geòrgia, 31 de gener de 1992) és un judoka georgià que competeix en la categoria de pes lleuger (actualment -73 Kg). Ha participat en 4 Olimpíades guanyant la medalla d'or als Jocs Olímpics de Londres 2012, la medalla de plata als Jocs Olímpics de Tòquio 2020 i la medalla de bronze als Jocs Olímpics de Rio 2016. A més ha guanyat 1 medalla d'or als Campionats del Món i 6 medalles (2 d'or) als Campionats d'Europa.

## Trajectòria professional
| Jocs Olímpics      | Jocs Olímpics  | Jocs Olímpics | Jocs Olímpics |
| Any                | Seu            | Posició       | Categoria     |
| ------------------ | -------------- | ------------- | ------------- |
| 2012               | Londres        | 1             | -66 Kg        |
| 2016               | Rio de Janeiro | 3             | -73 Kg        |
| 2020               | Tòquio         | 2             | -73 Kg        |
| 2024               | París          | 1a ronda      | -73 Kg        |
| 2024               | París          | 2a ronda      | Equips mixt   |
| Campionat del Món  |                |               |               |
| 2013               | Rio de Janeiro | 2a ronda      | -66 Kg        |
| 2014               | Txeliàbinsk    | 3a ronda      | -73 Kg        |
| 2015               | Astanà         | Preliminar    | -73 Kg        |
| 2017               | Budapest       | 5a posició    | -73 Kg        |
| 2018               | Bakú           | 7a posició    | -73 Kg        |
| 2019               | Tòquio         | 3a ronda      | -73 Kg        |
| 2021               | Budapest       | 1             | -73 Kg        |
| 2022               | Taixkent       | 7a posició    | -73 Kg        |
| 2023               | Doha           | 2a ronda      | -73 Kg        |
| 2024               | Abu Dhabi      | 2a ronda      | -73 Kg        |
| 2025               | Budapest       | 1/8 final     | -73 Kg        |
| Campionat d'Europa |                |               |               |
| 2012               | Txeliàbinsk    | 3             | -66 Kg        |
| 2013               | Budapest       | 1             | -66 Kg        |
| 2015               | Bakú           | 1a ronda      | -73 Kg        |
| 2016               | Kazan          | 2             | -73 Kg        |
| 2017               | Varsòvia       | 3a ronda      | -73 Kg        |
| 2018               | Tel-Aviv       | 2a ronda      | -73 Kg        |
| 2019               | Minsk          | 5a posició    | -73 Kg        |
| 2020               | Praga          | 2             | -73 Kg        |
| 2021               | Lisboa         | 3a ronda      | -73 Kg        |
| 2022               | Sofia          | 3a ronda      | -73 Kg        |
| 2023               | Montpeller     | 5a posició    | -73 Kg        |
| 2024               | Zagreb         | 3             | -73 Kg        |
| 2025               | Podgorica      | 5a posició    | -73 Kg        |
| 2025               | Podgorica      | 1             | Equips mixt   |